# Фрідріх Ціквольфф
Фрідріх Ціквольфф (нім. Friedrich Zickwolff; 1 серпня 1893 — 17 вересня 1944) — німецький воєначальник, генерал-лейтенант вермахту. Кавалер Лицарського хреста Залізного хреста.

## Біографія
Учасники Першої світової війни. Після демобілізації армії залишений в рейхсвері. З 26 серпня 1939 по 6 травня 1940 і з 1 липня 1940 по 12 квітня 1941 року — командир 227-ї, з 4 червня 1941 по 10 травня 1942 року — 113-ї, з 10 травня по 6 вересня 1942 року — 95-ї, з 28 вересня 1942 по 25 серпня 1943 року — 343-ї піхотної дивізії.

## Нагороди
- Залізний хрест 2-го і 1-го класу
- Орден «За заслуги» (Баварія) 4-го класу з мечами
- Орден «За військові заслуги» (Вюртемберг), лицарський хрест (24 квітня 1918)
- Нагрудний знак «За поранення» в чорному
- Почесний хрест ветерана війни з мечами
- Медаль «За вислугу років у Вермахті» 4-го, 3-го, 2-го і 1-го класу (25 років)
- Застібка до Залізного хреста 2-го і 1-го класу
- Лицарський хрест Залізного хреста (2 червня 1942)
- Орден Михая Хороброго 3-го класу (Румунське королівство; 3 листопада 1942)